# Steven Tyler
Stephen Victor Tallarico  (26. ožujka 1948., New York, SAD), poznat kao Steven Tyler (često zvan "The Demon of Screaming" ("Demon vrištanja")), američki je glazbenik i tekstopisac, a najpoznatiji je po svojem djelovanju u sastavu Aerosmith kao prvi vokal.
Tyler je prepoznatljiv po promuklom i oštrom glasu vrlo velikog raspona. Također je poznavatelj sviranja širokog kruga instrumenata od kojih su neki; usna harmonika, gitara, klavijature i udaraljke. Tijekom 1970-ih i 1980-ih, Tyler je bio poznat i po ovisnosti o drogama i alkoholu, ali zadnjih dvadeset godina nakon odvikavanja održava trezvenost. Tyler se profilirao u vođu sastava, rock ikonu, seks simbol i u osobu s velikom energijom tijekom nastupa uživo, dok je na sebi nosio odjeću veselih boja. Marama vezana za mikrofon postala je njegov zaštitni znak.

## Životopis

### Rano doba
Steven Tyler rodio se pod imenom Victor Tallarico. S očeve strane obiteljski korijeni potječu mu iz Italije (njegov djed Giovanni Tallarico rodio se u Nikoteri u Kalabriji) i Njemačke, dok mu korijeni s majčine strane potječu od indijanskog plemena Čeroki, koji su američki starosjedioci i iz Ukrajine.
Tyler se rodio u 26. ožujka 1948. u New Yorku, kao drugo od dvoje djece. Čitava obitelj kasnije seli u Yonkers (New York), gdje se Tyler upisije u školu "Roosevelt High School". Ubrzo je bio izbačen iz nje radi problema s drogom, a kasnije završava i diplomira u "Jose Quintano's School for Young Professionals". Kasnije kad je već radio kao profesionalni glazbenik, Tyler je rekao da je u mladosti radio razne poslove, a jedan od tih poslova je bio rad u pekari.
Veliku glazbenu ulogu u njegovom životu imao je sastav klasične glazbe "Vic Tallarico Orchestra". Njegov otac je mnogo godina poučavao glazbu u školi "Cardinal Spellman High School", koja se nalazila u Bronxu. Steven Tyler je uz rock također volio i blues i 1960-ih godina s lokalnim rock and roll sastavima pjeva i svira bubnjeve, naki od njih su The Strangeurs/Chain Reaction, The Chain i William Proud.

## Glazbena karijera

### Osnivanje i uspjeh Aerosmitha
1969. Tyler sreće gitaristu pod imenom Joe Perry, koji dolazi iz Sunapee, New Hampshire. 1970. susreću se nanovo u Bostonu i zajedno s basistom Tomom Hamiltonom osnivaju sastav Aerosmith. Kasnije dovode i drugog gitaristu, Tylerovog prijatelja iz djetinstva Raya Tabanoa (kojega kasnije zamjenjuje Brad Whitford) i bubnjaraJoeyja Kramera.
Nakon nekog vremena u Bostonu, potrošenog na razna sviranja po klubovima, a prema uputama njihovog prvog rukovoditelja, sastav odlazi raditi u New York, gdje upoznaju nove menadžere Stevea Lebera i Davida Krebsa. Kasnije, 1972. godine potpisali su za diskografsku kuću "Columbia Records", a 1973. objavljuju svoj istoimeni debitantski album. Nakon toga slijede albumi; Get Your Wings, Toys in the Attic, Rocks i Draw the Line, koji ih lansiraju u internacionalne zvijezde i donose im veliki glazbeni uspjeh. Iz ovih albuma proizlaze njihovi legendarni hitovi "Dream On", "Walk This Way" i "Sweet Emotion". Aerosmithovih prvih pet albuma također postižu nakladu multi-platinasti i Toys in the Attic i Rocks smatraju se najboljim hard rock albumima za sva vremena. Međutim, u narednom desetljeću, brzi nametnuti radni ritam, život na turnejama i snimanje u studiju, zajednički život i ovisnost o drogama, dovodi ih do prvih nesuglasica i odlaska pojedinih članova iz sastava.
Tyler i Perry često nastupaju pod imenom "Toxic Twins" i postaju ikone za konzumiranje raznih droga i heroina. Njihovi nastupi dokumentirani su na mnogim video zapisima, a jedno od njih je i Behind the Music. Tyler je sve više bio zaokupljen sastavom, što se nije svidjelo Perryju, pa su s vremenom ulazili u sve češće sukobe. Napeta situacija između njih dvojice bila je očigledan faktor koji je lagano dovodio do raspada sastava njegdje 1980. godine. Osim toga, konstantne turneje i snimanja u studiju, ovisnost i zloupotreba droga, dobne razlike među članovima sastava, samo su pripomogle Aerosmithovom daljnjem propadanju.

### Ponovno okupljanje i liječenje od ovisnosti
Dan 14. veljače 1984., Joe Perry i Brad Whitford koji su iz Aerosmitha otišli 1979., odnosno 1981., prisustvuju njihovom koncertu i u travnju iste godine vraćaju se u sastav. Prema riječima članova sastava u posebnoj emisiji Behind the Music  glazbene TV kuće VH1, Tyler je prvi telefonski nazvao Perryja i obratio mu se ohrabrujućim riječima što ga je navelo da se vrati u sastav. Sastali su se svi zajedno iza pozornice gdje su potvrdili povratak Perryja i Whitforda natrag u sastav.
Aerosmith je krenuo na novu turneju pod imenom The Back in the Saddle Tour, i u proces snimanja novog materijala za album. Jedini problem koji je još ostao bio je onaj s ovisnošću o narkoticima o kojima su ovisili članovi sastava, naročito Tyler koji se na sceni naočigled pridržavao za stalak mikrofona, prilikom mnogih koncerata u ranim '80-ma. Aerosmithov novi menadžer Tim Collins znao je da je ponovno okupljanje sastava zajedno s njihovim vođom pod velikim utjecajem droga. Godine 1986., Tyler i ostali članovi odlaze na rehabilitacijski program liječenja ovisnosti od droga.
Tyler, a i ostali članovi sastava koji su bili u rehabilitacijskom programu sredinom i krajem '80-ih su izliječeni od ovisnosti. Od tada se svi članovi sastava suzdržavaju od konzumiranja alkohola i droga.

## Povratak i uspješnost
Godine 1985. Aerosmith objavljuje svoj povratnički album Done with Mirrors, koji je snimljen uglavnom zbog nedostatka izlaska njihovih novih albuma. Godine 1986. Tyler i Perry surađuju sa sastavom "Run-D.M.C." i obrađuju Aerosmithovu hit skladbu iz 1976. godine "Walk This Way", koja dolazi na #4 glazbenih Top ljestvica, a u novije vrijeme Rolling Stone časopis stavlja je na #27 svojeg Top popisa "100 najboljih obrađenih skladbi za sva vremena". Skladba "Walk This Way" predstavlja rap glazbu i Aerosmithovu novo generacijsku, postaje veliki hit i uveliko pomaže njihovom povratku prema uspjehu. Aerosmith veliki povratak radi s albumom Permanent Vacation s kojeg dolaze tri hit singla u Top 20 i prodaju od preko pet milijuna primjeraka. Sastav nakon toga izdaje album Pump 1989. i 1993. Get a Grip i oba albuma pojedinačno bilježe prodaju od preko sedam milijuna kopija, a sastav dovode do statusa svjetskih super-zvijezda i vraća im uspješnost iz 1970-ih godina. Ova tri albuma dobivaju veliko odobravanje publike i glazbenih kritičara, posebno u inovaciji glazbenog stila, koji na Top 40 dovodi desetak hit singlova. Također od tog materijala proizlaze i glazbeni video uradci, kao i desetke osvojenih nagrada. Aerosmith nastavlja s turnejama, pojavljuje se na televizijskim emisijama, filmu i postaju jedni od najvećih glazbenih pop ikona toga vremena. Steven Tyler kao vođa Aerosmitha, postaje njihov simbol i znak prepoznavanja sastava. 
Sastav 1995. godine uzima odmor od glazbenog djelovanja kojeg troše na svoje obitelji, umorni od napornog životnog stila u zadnjih deset godina. Na odmor odlaze u skladu s dogovorom s njihovim menadžerom Timom Collinsom, koji je najzaslužniji za njihovo povratak, odvikavanje od droga i veliku uspješnost. Međutim, Aerosmith je načuo Collinsova govorkanja kako će napustiti sastav radi Tylerovog nevjerstva prema ženi i ponovnom uživanju droga. Nakon toga Collins dobiva otkaz. Mijenjaju producenta i ulaze u proces snimanja novog materijala koji je 1997. godine objavljen na albumu Nine Lives. Album ne prati uspješnost prethodnog Get a Grip i postiže nakladu 2x platinasti. Provode preko dvije godine na turneji koja je nazvana Nine Lives Tour u kojoj su se dogodili razni problemi, ozljeda noge Stevena Tylera na koncertu i opekline drugog stupnja Joeyja Kramera, nakon što mu se zapalio auto na benzinskoj crpki.
Godine 1997. Steven Tyler i Joe Perry za trgovačku tvrtku "Gap" (prodaja odjeće) izvode blues skladbu, koju Tyler svira na usnoj harmonici. Oni su bili samo jedan dio "Gapove" kampanje u kojoj su sudjelovali razni glazbenici.

## Novija događanja
Na početku 21. stoljeća, Aerosmit nastupa na poluvremenu "Super Bowl XXXV" utakmice i ulaze u kuću "Rock and Roll Hall of Fame", a također objavljuju još jedan od mnogih platinastih albuma.
Nakon 2001. godine, Aerosmith pokreće uspješnu glazbenu turneju svake godine, te također održava i rad u studiju pa objavljuje albume Just Push Play (2001.) i Honkin' on Bobo (2004.) Tome treba pribrojati i brojna Tylerova gostovanja na raznim projektima.
Dana 27. svibnja 2001., Tyler izvodi državnu himnu na automobilističkoj utrci "Indianapolis 500". Tada je promijenio riječi himne iz "home of the brave'" u "home of the Indianapolis 500", za što je dobio vrlo loše kritike.
Nakon napada 11. rujna 2001. godine, sastav izvodi dobrotvorni koncert u Washington D.C.-u, pod imenom United We Stand. Tyler se pojavljuje u jakni koja prikazuje američku zastavu, a sastav izvodi kratke glazbene setove, koji uključuju filmske naslove, "Livin' on the Edge" i "I Don't Want to Miss a Thing" koji se sastoje od snimaka i fotografija snimljenih tijekom napada.
U prosincu 2002., Tayler za praznike glumi Djeda Božićnjaka u dječjoj epizodi Lizzie McGuire, gdje izvodi i skladbu "Santa Claus Is Coming to Town".
Godine 2003., Tyler dobiva počasnu diplomu s "Berklee College of Music" koledža u Bostonu i 2005. prima doktorat s univerziteta "University of Massachusetts Boston". Godine 2003. Tyler također zajedno s AC/DCom ulazi u kuću slavnih "Rock and Roll Hall of Fame", dvije godina nakon što je u nju primljen i njegov sastav. Steve Tyler i pjevač sastava AC\DC Brian Johnson, zajedno izvode skladbu "You Shook Me All Night Long".
Godine 2004. u božićnom animiranom filmu The Polar Express, posuđuje svoj glas i izvodi skladbu "Rockin' on Top of the World".
U isto vrijeme dok je Joe Perry 2005. zauzet svojim solo albumu, Tyler je zauzet raznim projektima. Iste godine izvodi s Santanom skladbu "Just Feel Better", koja postaje hit singl. Tyler također nastupa u filmu Be Cool, zajedno s glumcima Johnom Travoltom i Umom Thurman. U filmu Tayler izvodi u duetu skladbu "Cryin'" zajedno s Christianom Milian (glumi Lindu Moon).
Godine 2006. nakon operacijskog zahvata na glasnicama i naporne glazbene turneje Rockin' the Joint Tour, Tyler se nakon pet tjedna oporavka vraća bolji nego ikada. U prvom tjednu nakon toga nastupa zajedno s Perryjem i orkestrom "Boston Pops Orchestra" na državnom godišnjem prazniku "4. srpnja" i taj se nastup vodi kao njegov prvi izlazak pred publiku nakon operacije. Prilikom koncerta koji se uživo prenosio preko nacionalne TV kuće CBS, Tyler, Perry i orkestar izvode izmiješane skladbe "Walk This Way", "I Don't Want to Miss a Thing" and "Dream On".
Tyler također snima duet s county glazbenikom Keithom Andersonom, s kojim izvodi skladbu "Three Chord Country and American Rock & Roll". Skladba je remiksana verzija skladbe s Andersonovog istoimenog debitantskog albuma.
Kasnije iste godine Aerosmith radi na materijalu za novi album i odlazi na turneju, a Tyler uz sve to ima mnogo javnih nastupanja. Nastupa u komičnoj emisiji Two and a Half Men, gdje glumi samoga sebe kao bučnog, antipatičnog susjeda.
Godine 2007., Tyler i Aerosmith koncentriraju se na prikupljanje materijala za njihov petnaesti studijski album, koji bi trebao biti objavljen u drugom kvartalu 2008.g,

## Diskografija

### Suradnički rad
| Godina | Skladba                                        | Izvođač                                    | Album                                        |
| ------ | ---------------------------------------------- | ------------------------------------------ | -------------------------------------------- |
| 2001.  | "Misery"                                       | P!nk, obrada Steven Tyler i Richie Sambora | M!ssundaztood                                |
| 2005   | "Just Feel Better"                             | Santana, obrada Steven Tyler               | All That I Am                                |
| 2006.  | "Three Chord Country and American Rock & Roll" | Keith Anderson, obrada Steven Tyler        | Three Chord Country and American Rock & Roll |

## Filmografija
| Godina | Naziv                                                               | Uloga                         |
| ------ | ------------------------------------------------------------------- | ----------------------------- |
| 1978.  | Sgt. Pepper's Lonely Hearts Club Band                               | Član sastava "Future Villain" |
| 1990.  | Saturday Night Live: Musical guest; "Wayne's World" skeč            | Sam sebe                      |
| 1991.  | The Simpsons: "Flaming Moe's" epizoda                               | Sam sebe (glas)               |
| 1993.  | Wayne's World 2                                                     | Sam sebe                      |
| 1993.  | Saturday Night Live: Glazbeni gost; "Bad Dancer" skeč               | Sam sebe                      |
| 1997.  | Saturday Night Live: Glazbeni gost; "Mary Katherine Gallagher" skeč | Sam sebe                      |
| 2001.  | Saturday Night Live: Glazbeni gost                                  | Sam sebe                      |
| 2004.  | The Polar Express                                                   | Sam sebe (glas)               |
| 2005.  | Be Cool                                                             | Sam sebe                      |
| 2006.  | Two and a Half Men: jedna epizoda                                   | Sam sebe                      |

## Osobni život
Steven Tyler bio je u vezi s modnim modelom Bebe Buell, s kojom je dobio kćer Liv Tyler (Buell je u početku govorila da je Livin otac Todd Rundgren, kako bi je zaštitila od Tylera dok je bio pod utjecajem droga). Godine 1978. ženi se s Cyrinda Foxe (bivšom Warholovom manekenkom), s kojom također dobiva kćer koja se zove Mia Tyler. On i Foxe, razvode se 1987. godine, a ona 1997., objavljuje Dream On: Livin' on the Edge With Steven Tyler and Aerosmith, memoare u kojima opisuje svoj život proveden s Tylerom. Cyrinda Foxe umire od raka glave 2002. godine.
Godine 1988. vjenčaje se s modnom dizajnericom Teresom Barrick. S Teresom dobiva dvoje djece: kćer Chelsea Tallarico (6. ožujka 1989.) i sina Taj Monroe Tallarico (31. siječnja 1991.). U veljači 2005. godine najavljuju rastavu radi osobnih problema. U siječnju 2006. razvod i službeno stupa na snagu. Steven Tyler trenutno živi s Erin Brady. 

### Operacija glasnica
Dana 22. ožujka 2006. godine u dnevnim novinama "Washington Postu" objavljeno je kako se Tyler mora podvrći operativnom zahvatu glasnica. U članku se navodi "Usprkos Aerosmithovoj želji da Tyler nastavi s glazbenom turnejom nakon operativnog zahvata, to nije bilo moguće, jer prema savjetu njegovog doktora, Tayler jedno vrijeme nije mogao nastaviti s pjevanjem dok mu se glasnice ne oporave. Aerosmith odgađa preostali datum turneje 2006. godine, koja se trebala održati u Sjevernoj Americi.
Operacija je izvršena uspješno, i Tyler više nije imao problema s krvarenjem u grlu. Nakon pet tjedana pauze i oporavka, Steven Tyler i Aerosmith odlaze u studio 20. svibnja 2006. godine te počinju s radom na materijalu za novi album. Turneju pokreću na kraju 2006. te zajedno s američkom hard rock skupinom "Mötley Crüe", pod nazivom Route of All Evil Tour.
Dana 3. i 4. srpnja 2006. Tyler i Joe Perry nastupaju u Bostonu zajedno s orkestrom "Boston Pops", s kojima izvode hitove, "Dream On", "Walk This Way" i "I Don't Want To Miss A Thing". Ovaj koncert se smatra prvom Tylerovom izvedbom nakon operacije.
Operacijski zahvat na Steven Tylerovim glasnicama, prikazana je u jednoj epizodi National Geographic kanala pod imenom Incredible Human Machine.

### Borba protiv Hepatitisa C
U rujnu 2006., u intervju za TV kanal Access Hollywood, Steven Tyler otkriva kako posljednji desetak godina boluje od Hepatitisa C. Prva dijagnoza uspostavljena mu je 2003.godine i kako je od tada pa sve do 2006. na posebnom liječničkom tretmanu, uključujući i 11 mjeseci interferon terapije, koja mu je pomagala da preboli agoniju. Izliječen je od hepatitisa.

## Vanjske poveznice
- Steven Tyler u internetskoj bazi filmova IMDb-u (engl.)
- Diskografija Stevena Tylera - MusicBrainz